# Primera División del Congo 2021
La Primera División del Congo 2021 fue la edición número 54 de la Primera División del Congo. La temporada comenzó el 30 de enero y terminó el 5 de julio.

## Equipos participantes
- AC Léopards (Dolisie)
- AS Cheminots (Pointe-Noire)
- AS Otôho (Oyo)
- CARA Brazzaville (Brazzaville)
- Diables Noirs (Brazzaville)
- Étoile du Congo (Brazzaville)
- FC Kondzo (Brazzaville
- FC Nathaly's (Pointe-Noire)
- Inter Club Brazzaville (Brazzaville)
- JS Talangaï (Brazzaville)
- Nico-Nicoyé (Pointe-Noire)
- Patronage Sainte-Anne (Brazzaville)
- Racing Club Brazzaville (Brazzaville)
- Vita Club Mokanda (Pointe-Noire)

### Ascensos y descensos
| Pos. | Ascendido de la Segunda División 2019-20 |
| ---- | ---------------------------------------- |
| 1    | FC Nathaly's                             |

| Pos. | Descendido de la Primera División 2019-20 |
| ---- | ----------------------------------------- |
| 14   | Tongo FC                                  |

## Tabla general
Actualizado el 6 de julio de 2021.
| Pos. | Equipo                      | PJ | PG | PE | PP | GF | GC | DG  | Pts. | Clasificación a                               |
| ---- | --------------------------- | -- | -- | -- | -- | -- | -- | --- | ---- | --------------------------------------------- |
| 1    | AS Otôho                    | 26 | 21 | 3  | 2  | 48 | 9  | +39 | 66   | Campeón y Liga de Campeones de la CAF 2021-22 |
| 2    | Diables Noirs               | 26 | 15 | 6  | 5  | 42 | 21 | +21 | 51   | Copa Confederación de la CAF 2021-22          |
| 3    | JS Talangaï                 | 26 | 11 | 7  | 8  | 29 | 27 | +2  | 40   |                                               |
| 4    | Léopards Dolisie            | 26 | 10 | 9  | 7  | 37 | 32 | +5  | 39   |                                               |
| 5    | Étoile du Congo             | 26 | 9  | 10 | 7  | 23 | 22 | +1  | 37   |                                               |
| 6    | Patronage Sainte-Anne       | 26 | 9  | 9  | 8  | 21 | 19 | +2  | 36   |                                               |
| 7    | FC Kondzo                   | 26 | 8  | 11 | 7  | 24 | 26 | -2  | 35   |                                               |
| 8    | CARA Brazzaville            | 26 | 9  | 8  | 9  | 22 | 24 | -2  | 35   |                                               |
| 9    | Inter Club Brazzaville      | 26 | 6  | 10 | 10 | 23 | 23 | 0   | 28   |                                               |
| 10   | FC Nathaly's                | 26 | 7  | 6  | 13 | 22 | 42 | -20 | 27   |                                               |
| 11   | Nico-Nicoyé                 | 26 | 6  | 8  | 12 | 24 | 30 | -6  | 26   |                                               |
| 12   | Vita Club Mokanda           | 26 | 6  | 7  | 13 | 16 | 30 | -14 | 25   |                                               |
| 13   | AS Cheminots                | 26 | 6  | 6  | 14 | 26 | 30 | -4  | 24   | Play-off del descenso                         |
| 14   | Racing Club Brazzaville (R) | 26 | 6  | 6  | 14 | 28 | 48 | -20 | 24   | Descenso a Segunda División 2021-22           |